# Noesis

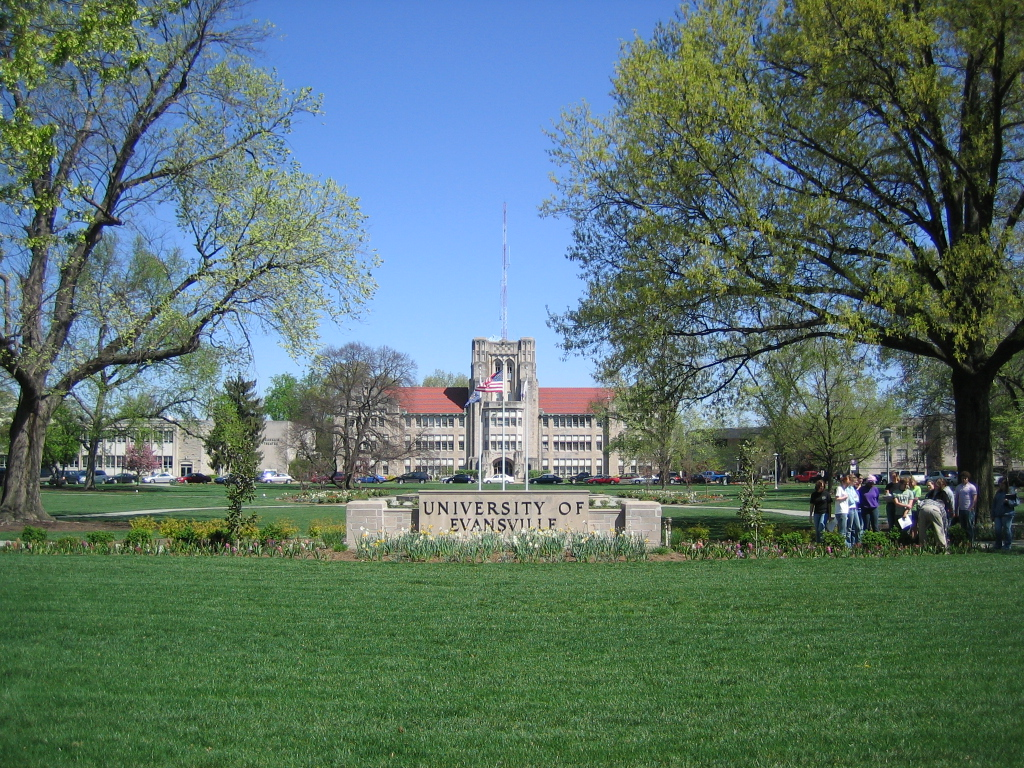
サイトをホストしているインディアナ州エバンズヴィルのエバンスヴィル大学。

Noesis（ノエシス）は、哲学研究者の利用を念頭に作られた、哲学分野特化型の検索エンジン。正式名称は Noesis: Philosophical Research On-line. 専門家の執筆した学術的な哲学文献農地、誰もが無料でアクセスできるオープンアクセス文献のみを対象に検索を行う。エヴァンスヴィル大学の哲学者アンソニー・ビーバーズ（Anthony Beavers）を中心とする学者・研究者たちによって運営されており、即閲覧可能な質の高い検索結果を返すことを目指している。

## 検索範囲
Noesisの次の5つの範囲のサイトから検索を行う。
| 対象                                   | 説明                                                           | 数              |
| -------------------------------------- | -------------------------------------------------------------- | --------------- |
| 哲学関係の学会のサイト                 | アメリカ哲学学会や現象学会といった学会サイト                   | 81学会（一覧）  |
| 大学の哲学部局のサイト                 | イェール大学哲学科、タフツ大学哲学科といった大学哲学科のサイト | 202大学（一覧） |
| 哲学関係の研究者のサイト               | 様々な哲学者、または哲学と関わる研究者のサイト                 | 311名（一覧）   |
| 哲学関係のオープンアクセス雑誌のサイト | Phycheなどのオープンアクセス雑誌                               | 69誌（一覧）    |
| 哲学関係の辞書・百科事典サイト         | スタンフォード哲学事典, インターネット哲学事典, 心の哲学辞書   | 3つ（一覧）     |

## 予算
サイト構築および運営にかかる諸費用はNEH（全米人文科学基金）からのグラントに支えられている。

## 技術
範囲を絞った検索には Google社のカスタム検索機能を利用している。問題が発生した際は、Googleの担当者と相談しつつ、時にGoogle社側に検索プログラムの改訂を行ってもらいながら、検索の質の維持向上に努めている。

## ガジェットとプラグイン
こちらのGoogle社のガジェットページでデザインを決めてコードを生成すれば、それを貼り付けることで、Noesisの検索ボックスを、自分のサイトやブログで表示できる。
またOpenSearchをサポートしているブラウザ（Firefoxのver.2以降、IEのver.7以降）であれば、Mycroft Projectのサイトで、Noesis 用の検索バーをダウンロードできる。